# Jakubów (Ząbkowice Śląskie)
Pour les articles homonymes, voir Jakubów.
Jakubów est une localité polonaise de la gmina de Ciepłowody, située dans le powiat de Ząbkowice Śląskie en voïvodie de Basse-Silésie.